# Eagle-Eye Cherry
Eagle-Eye Lanoo Cherry (* 7. května 1968, Stockholm) je švédský hudebník.
Eagle-Eye Cherry je syn jazzového hudebníka Dona Cherry a švédské malířky Moniky Karlsson. Má sestru, zpěvačku, Neneh Cherry a nevlastní sestru Titiyo. Vyrůstal ve Švédsku, ve dvanácti letech ho rodiče poslali na hudební školu do New Yorku.
Působil v různých kapelách jako bubeník. V roce 1998 vydal své první a nejúspěšnější album Desireless s celosvětovým hitem Save Tonight.